# Último año
Último año est une telenovela mexicaine pour adolescent, diffusée en 2012 par MTV Amérique latine.

## Acteurs et personnages

### Acteurs principaux
- Martín Barba : Benjamin Casanegra
- Kendra Santacruz  : Celeste Roy
- Mauricio Henao : Martín Santoro / Tomás Ruiz Galván
- Iliana Fuengó : Fernanda

### Acteurs récurrents
- Gimena Gómez : Dolores
- Norman Delgadillo : Leonidas
- Michel Duval : Miguel Ángel
- Polo Morín : Nico
- Julia Urbini : Camila
- Paulina Galina : Julieta
- Martín Navarrete
- María José Suárez
- Juan de Dios Ortiz

### Sources
- (es) Cet article est partiellement ou en totalité issu de l’article de Wikipédia en espagnol intitulé « Último año » (voir la liste des auteurs).